# غريته راسك
 مارغريت ب. راسك (بالدنماركية: Margrethe P. Rask)‏ (ولدت في والمعروفة باسم غريثه راسك (ولدت في - توفيت في هي طبيبة وجراحة دنماركية في زائير (حاليا جمهورية الكونغو الديمقراطية). بعد إنشاء مستشفى خاص بها في قرية تدعى «أبومبازي» في عام 1972، انتقلت إلى مستشفى تابع للصليب الأحمر الدنماركي في كينشاسا في عام 1975. وعادت إلى الدنمارك في عام 1977 بعد ظهور أعراض مرض معدٍ غير معروف، اكتشف فيما بعد أنه اصيبت بالإيدز. بعد ثلاث سنوات ونصف في يونيو عام 1981، أدركت مراكز مكافحة الأمراض واتقائها بأنه الإيدز. كانت راسك من أوائل الناس غير الأفارقة (إلى جانب أرفيد نوي) التي عرف أنها توفيت لأسباب تتعلق بالإيدز.

## النشأة وزائير (1930-1974)
ولدت الدكتورة راسك في عام 1930 في مدينة تسيتد الدنماركية، حيث مارست الطب في زائير لفترة وجيزة في عام 1964، عندما تم استدعاؤها إلى أوروبا للتدريب على جراحة المعدة والأمراض المدارية، ومن عام 1972 إلى عام 1977، لأول مرة في مستشفى محلي صغير في مدينة أبومومبازي الزائيرية، ثم في المستشفى التابع للصليب الأحمر الدانمركي في كينشاسا ابتداءً من عام 1975.
من المحتمل أن تكون قد تعرضت لأول مرة لفيروس نقص المناعة البشرية في عام 1964. صديقتها وزميلتها، اب بيغبرج (وهي طبيبة متخصصة في الأمراض السارية)، كتبت في عام 1983 في رسالة إلى جريدة لانسيت «عندما تعمل كجراح تحت ظروف بدائية، من الممكن أن تكون (راسك) معرضة بشدة للدم وإفرازات المرضى الأفارقة».

## المرض والموت (1975-1977)
عانت راسك على ما يبدو من أعراض ما قبل الإيدز ابتداء من أواخر عام 1974، بما في ذلك الإسهال، وتورم الغدد الليمفاوية، وفقدان الوزن، والتعب. على الرغم من أن الأعراض تراجعت بشكل مؤقت بعد العلاجات الدوائية في عام 1975، إلا أن الأعراض نمت في وقت لاحق بشكل كبير. بعد قضاء عطلة في جنوب أفريقيا في يوليو 1977، لم تعد قادرة على التنفس واعتمدت على الأوكسجين المعبأ في زجاجات. عادت إلى الدنمارك، حيث كشفت الاختبارات في مستشفى بكوبنهاغن أنها أصيبت بعدد من العدوى الانتهازية، مثل المكورة العنقودية الذهبية (العدوى العنقودية)، وداء المبيضات (عدوى الخميرة)، وذات الرئة بالمتكيسة الجؤجؤية، (وهي عدوى فطرية في الرئتين معروفة سابقاً باسم الالتهاب الرئوي). وأظهرت الاختبارات أيضًا أن عدد الخلايا التائية لديها غير موجود تقريبا، مما يؤدي إلى نظام مناعة محبط بشدة. في ذلك الوقت، كان الأطباء الذين يعالجون راسك في حيرة لتفسير تطور مرضها، والذي أصبح يعتبر واحدًا من أولى حالات الإصابة بالإيدز المسجلة خارج إفريقيا.
بعد العديد من الفحوصات والعلاجات غير الناجحة، عادت في نهاية المطاف إلى منزلها في نوفمبر 1977، حيث اهتمت بها شريكة حياتها وهي ممرضة أيضا. تم استدعائها مرة أخرى لمزيد من الفحوصات في شهر ديسمبر وعادت إلى مستشفى في كوبنهاجن حيث بقيت حتى توفيت بسبب ذات الرئة بالمتكيسة الجؤجؤية بسبب الإيدز في 12 ديسمبر 1977.

## التشريح والاختبار
كشف تشريح الجثة أن رئتي راسك كانت مليئة بفطر يعرف باسم المتكيسة الرئوية الجؤجؤية وهو نوع نادر من الالتهاب الرئوي الذي يؤثر في الغالب على الأشخاص الذين يعانون من نقص المناعة ويعرف اليوم بأنه عرض شائع للإيدز. تم فحص عينات دم راسك في كوبنهاغن في عام 1984 بعد إجراء بحث مستفيض حول مرض الإيدز. تم إجراء الاختبار بإصدار مبكر جدًا من مقايسة امتصاصية مناعية للإنزيم المرتبط وتم اختباره بشكل سلبي بالنسبة لفيروس نقص المناعة البشرية/الإيدز. ومع ذلك، تم إجراء اختبارين في وقت لاحق في الولايات المتحدة مع فحوصات أكثر تقدما في عام 1987؛ وكاتت نتيجتهما إيجابية. لذلك، تعتبر راسك واحدة من أول غير الأفارقة الذي لقوا حتفهم بسبب الإيدز.